# Chloronia bogotana
Chloronia bogotana is een insect uit de familie Corydalidae, die tot de orde grootvleugeligen (Megaloptera) behoort. De soort komt voor in Bolivia, Colombia, Ecuador, Peru en mogelijk Venezuela.